# FK Daugava Riga (1944)
FK Daugava Riga was een voetbalclub uit Riga, in de Sovjet-deelrepubliek Letland.

## Geschiedenis
De club werd opgericht in 1944. In 1948 speelde de club na Dinamo Riga als tweede club uit Letland in de tweede klasse van de Sovjet-Unie. Ondanks een achtste plaats belandde de club door een competitiehervorming het jaar erop in de hoogste klasse. De club speelde er vier seizoenen en degradeerde dan. De club keerde terug in 1960, opnieuw na een competitiehervorming, want het seizoen ervoor eindigden ze elfde. De club kon twee seizoenen standhouden, maar degradeerde definitief in 1962 uit de hoogste klasse. In 1967 kwam de club erg dicht bij een promotie toen ze tweede eindigden met evenveel punten als Dinamo Kirovabad. In 1971 degradeerde de club naar de derde klasse. Na een eenmalige terugkeerde in 1976 keerde de club in 1982 opnieuw terug voor een langere periode. In 1985 werden ze kampioen, maar deze keer waren ze slachtoffer van een competitiehervorming. Door inkrimping van de hoogste klasse moesten Daugava en vicekampioen CSKA Moskou een eindronde spelen met de eersteklassers Tsjernomorets Odessa en Netsji Bakoe, waar de club derde werd en dus niet promoveerde. In 1986 werd de club derde, maar zou eigenlijk kampioen geworden zijn. Om de competitie aantrekkelijker te maken was al enkele seizoenen de regel dat een club slechts twaalf keer gelijk kon spelen en er daarna geen punten meer voor zou krijgen. Daugava speelde veertien keer gelijk waardoor ze twee punten misliepen en zo derde eindigden achter CSKA Moskou en Goeria Lantsjchoeti. Ook het volgende seizoen werden ze derde, deze keer wel met een grotere achterstand op de nummer twee. Na nog een achtste plaats degradeerde de club in 1989. In 1990 werd de club vicekampioen en kon de promotie afdwingen, maar door financiële problemen ontbonden. Pardaugava Riga nam de plaats in de Pervaja Liga in.